# ТЕС Хормозґан
27°25′16″ пн. ш. 56°30′7″ сх. д. / 27.42111° пн. ш. 56.50194° сх. д.
ТЕС Хормозґан — іранська теплова електростанція на південному сході країни в провінції Хормозґан.
У 2004—2005 роках на майданчику станції стали до ладу 6 встановлених на роботу у відкритому циклі газових турбін потужністю по 165 МВт.
Існують плани майбутнього доповнення ТЕС паровими турбінами, що перетворить її на комбіновану парогазового циклу та збільшить потужність до 1400 МВт, втім, як показують знімки геоінформаційних систем, станом на 2020 рік відповідні роботи не починались.
ТЕС спорудили з розрахунку на споживання природного газу, поданого з розташованого за десяток кілометрів на південний захід газопереробного заводу Сархун. 
Видача продукції відбувається по ЛЕП, розрахованій на роботу під напругою 230 кВ.